# BBC Concert Orchestra
Das BBC Concert Orchestra ist eins der fünf Orchester der British Broadcasting Corporation.
Gegründet wurde es 1931, ständiger Sitz des Orchesters ist London. Das Orchester hat 50 feste Mitglieder und ist damit das einzige der BBC-Orchester, das nicht als komplettes Sinfonieorchester (full scale symphony orchestra) mit durchschnittlich 80–100 Musikern besetzt ist.
Das Orchester gilt mit seinem breiten Repertoire als das vielseitigste der BBC-Orchester. Im Repertoire sind klassische Musik, leichte und Unterhaltungsmusik, Filmmusik, Jazz, Rock- und Popmusik.
Das Concert Orchestra produziert vor allem Musik für das Radio BBC. Eine der am längsten gesendeten Musikreihen der BBC, die Friday Night is Music Night von BBC Radio 4 wird von diesem Orchester gestaltet. Für viele der von der BBC produzierten Filme und Serien hat das Orchester den Soundtrack produziert.
Das Orchester, das sowohl in England als auch im Ausland regelmäßig auf Tournee geht, spielt eine hervorragende Rolle in der pädagogischen Arbeit der BBC, Kinder, Jugendliche und Studenten an die klassische Musik heranzuführen, wie z. B. in dem Ten Pieces- Project von 2014.

## Geschichte
Das Orchester geht zurück auf das 1931 in Bedford gegründete und dort ansässige BBC Theatre Orchestra, das gelegentlich wegen seiner Mitwirkung an Opernaufführungen auch als BBC Opera Orchestra bezeichnet wurde. Seit 1949 nannte es sich offiziell BBC Opera Orchestra. Dieses Orchester wurde im Januar 1952 aufgelöst. Aus den Mitgliedern formierte sich im gleichen Jahr das BBC Concert Orchestra. Bis 1972 war der ständige Sitz des Orchesters am Camden Theatre im Londoner Stadtteil Camden. Von 1972 bis 2004 spielte es regelmäßig im Golders Green Hippodrome in Nord-London.

## Chefdirigenten
- Gilbert Vinter (1952–1953)
- Charles Mackerras (1954–1956)
- Vilem Tausky (1956–1966)
- Marcus Dods (1966–1970)
- Ashley Lawrence (1970–1989)
- Barry Wordsworth (1989–2006)
- Keith Lockhart (2010–2017)
- Bramwell Tovey (2018–)

## Associated composers
Mit dem Programm Composer in residence bzw. Associated composer eröffnet die BBC Musikern aus unterschiedlichen Genres die Möglichkeiten, mit den Ressourcen der BBC, vor allem zusammen mit dem BBC Concert Orchestra zuarbeiten, Kompositionen zu schreiben und aufzuführen oder Arrangements zu entwickeln.
- 2002–2005 Anne Dudley, Filmkomponistin, Dirigentin
- 2013–2014 Jonny Greenwood, Gitarrist
- 2014–2016 Guy Barker, Jazz-Trompeter, Komponist
- 2017 Dobrinka Tabakova (2017–  ), Komponistin
- 2021 Tom Coult, Komponist

## Filmmusik, CD-Produktionen
- 1992 Golden Cinema Classics, 4 Alben
- 1999 A Tribute to Fred Astaire
- 2005 The Film Music of Clifton Parker, Leitung Rumon Gamba
- 2005 The Film Music of Stanley Black, Leitung Barry Wordsworth
- 2007 The Film Music of John Addington, Leitung Rumon Gamba
- 2008 The Film Music of Constant Lambert, Leitung Rumon Gamba
- 2009 The Film Music of Mischa Spoliansky, Leitung Rumon Gamba
- 2011 The Film Musik of Doreen Carwithen, Leitung Gavin Sutherland

Dokumentarfilme
- Africa, Original Soundtrack Sarah Class, Leitung Barry Wordsworth
- Wild Arabia, Original Soundtrack Sarah Class, Leitung Barry Wordsworth